# Charles Fowkes
Charles Christopher Fowkes (Lewisham, 4 dicembre 1894 – Malindi, 1º luglio 1966) è stato un generale britannico, che ha combattuto nella seconda guerra mondiale con il nome in codice di "Fluffy".
Durante la Campagna d'Africa Orientale comandò la 22ª Brigata Africa Orientale (22nd East African Brigade), parte delle forze del generale Alan Cunningham in Kenya. Andò in pensione nel 1946.